# Esrange Space Center

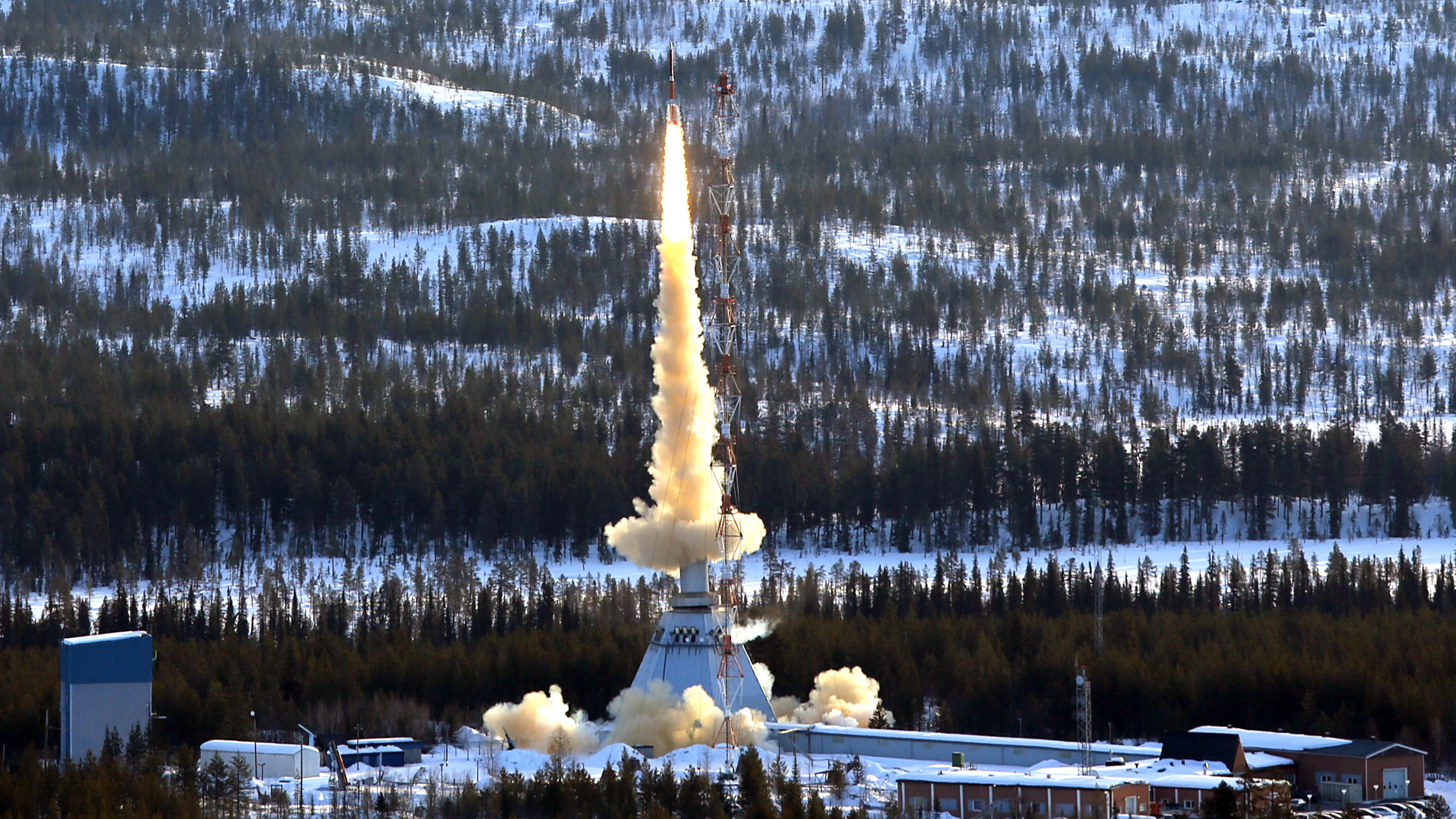
Lansarea rachetei VSB-30 la Esrange, 12 aprilie 2013

Esrange Space Center (formă scurtă Esrange) este primul centru de lansări spațiale pe teritoriul european. Este situat la aproximativ 40 de kilometri est de orașul Kiruna din nordul Suediei. Este o bază pentru cercetări științifice cu baloane de mare altitudine, investigarea aurorei boreale, lansări de rachete sonore și urmărire prin satelit, și altele. Situat la 200 km nord de Cercul Arctic și înconjurat de o vastă sălbăticie, locația sa geografică este ideală pentru multe dintre aceste scopuri.
Esrange a fost construit în 1964 de către Organizația Europeană de Cercetare Spațială (ESRO), care mai târziu a devenit Agenția Spațială Europeană prin fuziunea cu ELDO, Organizația Europeană pentru Dezvoltarea Lansatoarelor. Prima lansare de rachetă de la Esrange a avut loc la 19 noiembrie 1966. În 1972, proprietatea a fost transferată către nou-înființată Swedish Space Corporation.

## Nume
Numele unității a fost inițial ESRANGE, care era o abreviere pentru ESRO Sounding Rocket Launching Range.
Când Swedish Space Corporation a preluat-o, numele său a devenit Esrange (doar cu majuscula „E”).
Esrange Space Center este numele care este folosit în prezent pentru unitate.
Alte modalități de interpretare a numelui de-a lungul anilor au fost  European Space and Sounding Rocket Range și European Space Range.